# Klemasztin
A klemasztin egy  hisztamin antagonista gyógyszer.  A benzhidril-éter antihisztaminok csoportjába tartozik.

## Hatás
Szelektív módon gátolja a H1-receptorokat, és csökkenti a kapillárisok permeabilitását. Jelentős antihisztamin  és viszketéscsökkentő hatása gyorsan kialakul és kb. 12 órán át tart.

## Felszívódás
A szájon át történő bevételt követően majdnem teljes mértékben felszívódik a gastrointestinalis traktusból.

## Kiválasztás
A klemasztin májban történő metabolizmusa jelentős. A fő anyagcsereút (45-65%) a veséken át a vizeletbe történő kiválasztás, ahol a kiindulási  vegyület csak nyomokban mutatható ki változatlan formában.

## Készítmények
- Tavegyl (EGIS)